# Corbula erythrodon
Corbula erythrodon is een tweekleppigensoort uit de familie van de Corbulidae. De wetenschappelijke naam van de soort werd in 1818 voor het eerst geldig gepubliceerd door Jean-Baptiste de Lamarck.